# William H. Doolittle
William H. Doolittle, né le 6 novembre 1848 dans le comté d'Érié en Pennsylvanie et mort le 26 février 1914 à Tacoma dans l'État de Washington, était un homme politique américain. Il a été élu à la Chambre des représentants des États-Unis pour l'État de Washington.

## Biographie
William H. Doolittle est né le 6 novembre 1848 dans le comté d'Érié en Pennsylvanie. En 1859, il a déménagé avec ses parents dans le comté de Portage au Wisconsin. En 1865, il s'est enrôlé comme soldat dans la Ninth Wisconsin Battery. Il a étudié le droit dans le comté de Chautauqua dans l'État de New York et a été admis au barreau en 1871. En 1872, il a déménagé au Nebraska et a exercé le droit à Tecumseh dans le comté de Johnson.
De 1874 à 1876, il a été élu à la Chambre des représentants de l'État du Nebraska. De 1876 à 1880, il a été assistant procureur de district. En 1880, il a déménagé dans le Territoire de Washington et s'est installé à Colfax dans le comté de Whitman où il a pratiqué le droit. En 1888, il a déménagé à Tacoma.
En 1893, il a été élu, avec le Parti républicain, à la Chambre des représentants des États-Unis. Il a été réélu en 1897. Lors des élections de 1896, il a été défait. Par la suite, il est retourné à la pratique du droit.
Il est décédé le 26 février 1914 à Tacoma où il est inhumé.

## Annexe